# Тантулокариды
Тантулокариды (лат. Tantulocarida) — подкласс ракообразных из класса Maxillopoda. Эктопаразиты ракообразных, обладающие сложным жизненным циклом с чередованием поколений. В качестве хозяев тантулокарид выступают веслоногие, ракушковые, равноногие, кумовые раки, амфиподы и клешненосные ослики. Описаны виды, для которых характерен гиперпаразитизм: их представители заражают паразитических веслоногих из отряда Siphonostomatoida.

## История изучения
Представители группы известны с начала XX века. В разное время их включали в состав равноногих и веслоногих раков. В 1983 году Дж. Боксшелл и Р. Линкольн предложили выделять тантулокарид в качестве отдельного класса ракообразных, однако вскоре их стали рассматривать в качестве сестринской группы по отношению к Thecostraca в составе класса Maxillopoda.

## Строение
Представители этой группы обладают микроскопическими размерами: длина личинок составляет 100—250 мкм, взрослые партеногенетические самки могут достигать 2 мм. На всех стадиях жизненного цикла тантулокариды лишены глаз.

### Личинки
Тело личинки — тантулюса — подразделено на цефалон (голову) и туловище. Цефалон покрыт карапаксом и лишен конечностей. На его брюшной стороне открывается ротовое отверстие, снабжённое прикрепительным диском, воронкообразным органом и непарным стилетом, которые не имеют ясной гомологии с ротовыми конечностями других ракообразных. Туловище составлено шестью сегментами торакса, несущими плавательные ножки, и уросомой, состоящей из двух лишенных конечностей сегментов (последний торакальный сегмент и единственный абдоминальный).

### Половые стадии
Взрослые самцы и самки полового поколения лишены ротового отверстия. Они сходны по сегментарному составу, но обладают разными наборами конечностей и внешне хорошо различимы. Тело на этой стадии подразделено на покрытый карапаксом цефалоторакс (головогрудь) и туловище. Цефалоторакс включает головные сегменты, несущие антеннулы, и два первых сегмента торакса, которые лишь у самцов несут плавательные конечности. Туловище составлено свободными сегментами, чьё число составляет шесть (у самцов большинства видов) или пять (у самок, изредка у самцов). На последнем из них расположена пара каудальных отростков.
Для самцов характерны шесть пар двуветвистых плавательных конечностей (торакопод): две пары в составе цефалоторакса и четыре — на свободных сегментах туловища. На пятом сегменте туловища расположен непарный пенис, представляющий собой видоизменённую седьмую пару торакопод.
Самки обладают лишь двумя парами торакопод, расположенными на первых двух сегментах туловища (то есть на третьем и четвёртом сегментах торакса). Предполагают, что их основная роль заключается в удерживании самца во время копуляции. Единственное женское половое отверстие, вероятно, являющееся и копулятивным, и родовым, открывается на втором грудном сегменте цефалоторакса.

### Партеногенетические самки
Тело партеногенетической самки состоит из наследуемой от личинки-тантулюса миниатюрной головы, шейного отдела и мешковидного несегментированного тела, заполненного яйцами или развивающимися личинками. Для этой стадии характерно отсутствие конечностей и половых отверстий: выход молоди происходит через разрыв стенки тела.

## Жизненный цикл
Тантулокариды имеют сложный жизненный цикл, включающий половое и партеногенетическое поколения. Эти фазы, видимо, не следуют строго друг за другом, но сопряжены: личинка-тантулюс, которая занимается поиском нового хозяина может развиваться как в партеногенетическую самку, так и в раздельнополых особей полового поколения — самку или самца.
Тантулюс, несмотря на отсутствие глаз и антенн, обнаруживает подходящею особь хозяина и пенетрирует её покровы стилетом. Помимо стилета в прикреплении личинки принимают участие прикрепительный диск и воронкообразный орган.
При развитии в партеногенетическую самку у тантулюса от задней части головы начинает отрастать мешок — будущее тело взрослой самки. В процессе развития этого выроста тантулюс отбрасывает торакс и абдомен. Взрослая партеногенетическая самка представляет собой мешок, заполненный яйцами, прикрепленный к телу хозяина посредством головы тантулюса (с прикрепительным диском). Из яиц без оплодотворения развивается новое поколение тантулюсов, которые выходят, вероятно, путём разрыва стенки тела мешковидной самки.
В половой части цикла тантулюс дает начало самцу или самке. Самка развивается внутри мешковидного выроста задней части цефалона тантулюса: торакс и абдомен в этом случае также сбрасываются. Самец развивается внутри раздувающегося торакса тантулюса. Самец обладает большим набором плавательных конечностей, чем самка, а его антеннулы рудиментарны и представлены четырьмя эстетасками: вероятно, он занимается активным поиском зрелой самки. Предполагается, что оплодотворение внутреннее: у самцов имеется совокупительный орган, а у самок — копуляторная пора.

## Классификация
Около 30 известных в настоящее время видов подразделяют на 4 семейства.
| Basipodellidae Boxshall & Lincoln, 1983 : - Basipodella Becker, 1975 - Hypertantulus Ohtsuka & Boxshall, 1998 - Nipponotantulus Huys, Ohtsuka & Boxshall, 1994 - Polynyapodella Huys, Møberg & Kristensen, 1997 - Rimitantulus Huys & Conroy-Dalton, 1997 - Serratotantulus Savchenko & Kolbasov, 2009 - Stygotantulus Boxshall & Huys, 1989 Doryphallophoridae Huys, 1991 : - Doryphallophora Huys, 1990 - Paradoryphallophora Ohtsuka & Boxshall, 1998 Microdajidae Boxshall & Lincoln, 1987 : - Microdajus Greve, 1965 - Xenalytus Huys, 1991 | Deoterthridae Boxshall & Lincoln, 1987 : - Amphitantulus Boxshall & Vader, 1993 - Aphotocentor Huys, 1991 - Arcticotantulus Kornev, Tchesunov & Rybnikov, 2004 - Boreotantulus Huys & Boxshall, 1988 - Campyloxiphos Huys, 1991 - Coralliotantulus Huys, 1991 - Cumoniscus Bonnier, 1903 - Deoterthron Bradford & Hewitt, 1980 - Dicrotrichura Huys, 1989 - Itoitantulus Huys, Ohtsuka Boxshall & Itô, 1992 - Onceroxenus Boxshall & Lincoln, 1987 - Tantulacus Huys, Andersen & Kristensen, 1992 |